# Emilia (gromada)
Emilia – dawna gromada, czyli najmniejsza jednostka podziału terytorialnego Polskiej Rzeczypospolitej Ludowej w latach 1954–1972.
Gromady, z gromadzkimi radami narodowymi (GRN) jako organami władzy najniższego stopnia na wsi, funkcjonowały od reformy reorganizującej administrację wiejską przeprowadzonej jesienią 1954 do momentu ich zniesienia z dniem 1 stycznia 1973, tym samym wypierając organizację gminną w latach 1954–1972.
Gromadę Emilia siedzibą GRN w Emilii utworzono – jako jedną z 8759 gromad na obszarze Polski – w powiecie łódzkim w woj. łódzkim, na mocy uchwały nr 34/54 WRN w Łodzi z dnia 4 października 1954. W skład jednostki weszły obszary dotychczasowych gromad Emilia, Kania Góra, Słowik, Wiktorów i Ciosny (z wyłączeniem wsi Leonów) ze zniesionej gminy Lućmierz w powiecie łódzkim, a także obszar dotychczasowej gromady Krzeszew ze zniesionej gminy Chociszew w powiecie łęczyckim. Dla gromady ustalono 16 członków gromadzkiej rady narodowej.
29 lutego 1956 z gromady Emilia wyłączono osadę tartaczną Zimna Woda włączając ją do gromady Grotniki w powiecie łęczyckim.
1 lipca 1968 gromadę zniesiono, a jej obszar włączono do gromady Proboszczewice w tymże powiecie.